# Dominican School of Philosophy and Theology
Die Dominican School of Philosophy and Theology (Latein: Collegium Sancti Alberti Magni; auch College of Saint Albert the Great, Abk. DSPT) ist eine private Hochschule in Berkeley, Kalifornien, USA. Träger ist die Ordensgemeinschaft der Dominikaner.
1964 erfolgte die Akkreditierung durch die staatliche Western Association of Schools and Colleges (WASC). Gleichzeitig wurde die 1851 gegründete Hochschule als erste römisch-katholische Institution Mitglied der Graduate Theological Union (GTU). 2011 gehören neben DSPT acht weitere Mitgliedshochschulen zu diesem ökumenischen und interreligiösen Konsortium, dessen Lehrveranstaltungen von Studierenden aller in ihr vereinigten Hochschulen besucht werden. Das Konsortium ist wiederum Partner der University of California, Berkeley und verleiht im Verbund mit ihr den akademischen Grad eines Doktors.

## Studienfächer
- Master of Arts (Philosophy)
- Master of Arts (Theology)
- Master of Divinity
- Concurrent Master of Arts (Theology) / Master of Arts (Philosophy)
- Concurrent Master of Divinity / Master of Arts (Theology)
- Master of Theological Studies
- Certificate of Theological Studies